# The Marshall Tucker Band

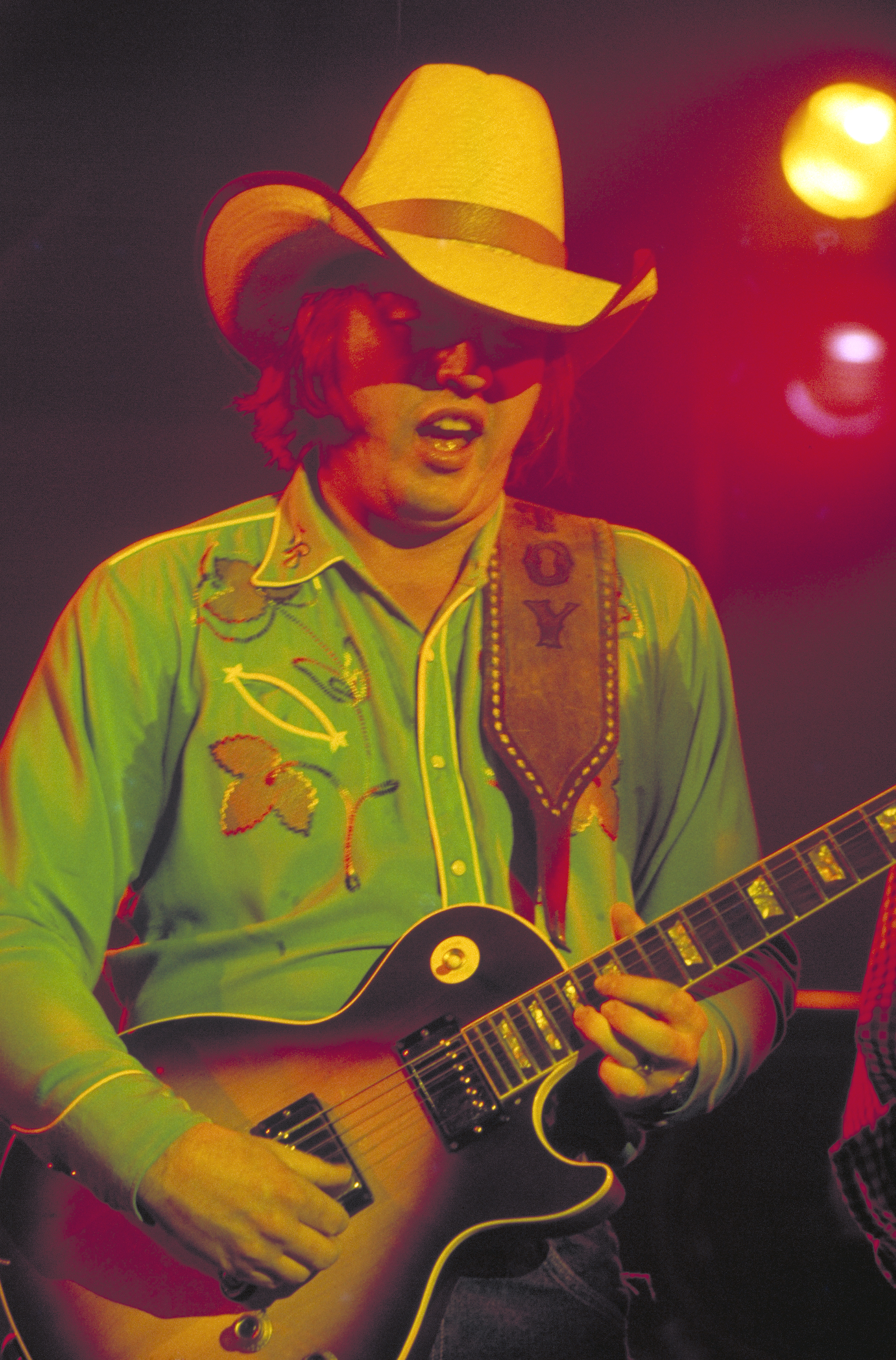
Toy Caldwell (1974)

The Marshall Tucker Band är en amerikansk musikgrupp bildad 1972 i Spartanburg, South Carolina. Gruppen bestod vid bildandet av Toy Caldwell (sång), Doug Gray (sång), George McCorkle (kompgitarr), Jerry Eubanks (keyboard, saxofon, flöjt), Tommy Caldwell (basgitarr) samt Paul Riddle (trummor). De kom att bli ett av de populäraste sydstatsrockbanden i USA under 1970-talet, men blev inte så välkända i Europa. Även om de primärt klassas som ett sydstatsrockband har de inte varit främmande för att föra in element från andra musikstilar som boogierock, blues, country och jazz i sin musik. Gruppens självbetitlade debutalbum gavs ut 1973 på skivbolaget Capricorn Records och de gav sedan regelbundet ut nya skivor fram till mitten av 1980-talet. De fick amerikanska hitsinglar med låtar som "Can't You See" (1973), "Fire on the Mountain" (1975) och "Heard It in a Love Song" (1977). Toy Caldwell skrev majoriteten av gruppens låtar.
1979 bytte gruppen skivbolag till Warner Bros. Records. Basisten Tommy Caldwell avled i sviterna av en bilolycka 1980 och 1983 spelade originalupplagan av gruppen in sitt sista album tillsammans. Doug Gray och Jerry Eubanks valde dock att fortsätta spela under gruppnamnet med nya musiker. Toy Caldwell avled 1993 och numera (2019) är Doug Gray ensam originalmedlem i gruppen.

## Diskografi
Studioalbum
- The Marshall Tucker Band (1973)
- A New Life (1974)
- Where We All Belong (dubbelalbum: studio/live) (1974)
- Searchin' for a Rainbow (1975)
- Long Hard Ride (1976)
- Carolina Dreams (1977)
- Together Forever (1978)
- Running Like the Wind (1979)
- Tenth (1980)
- Dedicated (1981)
- Tuckerized (1982)
- Just Us (1983)
- Greetings from South Carolina (1983)
- Still Holdin' On (1988)
- Southern Spirit (1990)
- Still Smokin' (1992)
- Walk Outside the Lines (1993)
- Face Down in the Blues (1998)
- Gospel (1999)
- Beyond the Horizon (2004)
- Carolina Christmas (2005)
- The Next Adventure (2007)

Livealbum
- Where We All Belong (dubbelalbum: studio/live) (1974)
- Stompin' Room Only (2003)
- Live on Long Island 04-18-80 (2006)
- Carolina Dreams Tour '77 (2007)
- Way Out West! Live From San Francisco 1973 (2010)
- Live! From Spartanburg, South Carolina (2013)
- Live in the UK 1976 (2015)

Singlar (på Billboard 100)
- "This Ol' Cowboy" (#78) (1975)
- "Fire on the Mountain" (#38) (1975)
- "Heard It in a Love Song" (#14) (1977)
- "Can't You See" (#75) (1977)
- "Dream Lover" (#75) (1978)
- "Last of the Singing Cowboys" (#42) (1979)
- "It Takes Time" (#79) (1980)

Samlingsalbum
- Greatest Hits (1978)
- The Capricorn Years (1994)
- Country Tucker (1996)
- The Encore Collection (1997)
- MT Blues (1997)
- Keeping the Love Alive (1998)
- Anthology (2005)
- Where a Country Boy Belongs (2006)
- Collector's Edition (2008)
- Love Songs (2009)
- Essential 3.0 (2009)
- Greatest Hits (2011)